# Horné Mladonice
Horné Mladonice és un poble i municipi d'Eslovàquia. Es troba a la regió de Banská Bystrica.

## Història
La primera menció escrita de la vila es remunta al 1470.

## Demografia
| Godina             | 1994 | 2004    | 2014   | 2024    |
| ------------------ | ---- | ------- | ------ | ------- |
| Nombre de persones | 199  | 170     | 172    | 190     |
| Diferència         |      | −14,57% | +1,17% | +10,46% |

| Godina             | 2023 | 2024   |
| ------------------ | ---- | ------ |
| Nombre de persones | 187  | 190    |
| Diferència         |      | +1,60% |